# Posadas (Córdoba)
 For alternative betydninger, se Posadas (flertydig). (Se også artikler, som begynder med Posadas)
Posadas er en by og kommune i det sydlige Spanien i provinsen Córdoba. Den har et indbyggertal på 7.224 (2024) indbyggere.